# Aeneas Mackintosh
Aeneas Lionel Acton Mackintosh (1 de juliol de 1879 – 8 de maig 1916) era un oficial de la Marina mercant Britànica i explorador Antàrtic, que va liderar l'equip del Mar de Ross com a part de l'Expedició Endurance d'Ernest Shackleton, 1914-1917. La missió de l'equip del Mar Ross consistia a donar suport a la travessa transcontinental planejada per Shackleton, disposant magatzems de subministrament al llarg de les últimes etapes de la ruta prevista. Com a conseqüència dels continuats contratemps i de les dificultats operatives, el mateix Mackintosh i altres dos membres varen morir després de complir la seva missió.
La primera experiència antàrtica de Mackintosh va ser com segon oficial a l'Expedició Nimrod de Shackleton el 1907-1909. Poc després de la seva arribada a l'Antàrtic un accident de navegació li feia perdre el seu ull dret, i el feia tornar a Nova Zelanda. Es va reincorporar a l'expedició el 1909 per participar en les darreres etapes de l'expedició; la seva voluntat i determinació davant l'adversitat va impressionar Shackleton, qui li encarregaria la seva participació en el front de l'equip del Mar de Ross el 1914.
Les ordres operatives de Mackintosh es varen confondre per problemes de comunicació i no estava segur de la sincronització amb la marxa prevista per Shackleton. Les seves dificultats es varen veure agreujades quan el vaixell de l'equip, l'Aurora, va trencar les seves amarres d'hivern durant un vendaval i va ser arrossegat sense possibilitats de retorn. Malgrat aquesta pèrdua de l'equip, els subministraments i de part del personal, Mackintosh i el seu abandonat equip de costa aconseguiren fer al màxim la feina de distribució dels magatzems. Mackintosh no va sobreviure al calvari i quan junt amb un company intentaren creuar els 24 km de gel de mar que separava el grup de la seva base, tots dos varen desaparèixer durant un torb i es pensa que varen caure a través del gel. Els seus cossos mai no s'han recuperat.
La capacitat de Mackintosh, així com els seus defectes com a líder, han estat qüestionades pels historiadors. El mateix Shackleton elogiava el seu treball i el dels seus camarades, i equiparava el sacrifici de les seves vides amb els que varen morir a les trinxeres de la primera guerra mundial, alhora que era crític amb les seves habilitats d'organització. Anys més tard, el fill de Shackleton, Lord Shackleton, va identificar Mackintosh com un dels herois de l'expedició, al costat d'Ernest Joyce i Dick Richards.

## Biografia
Mackintosh va néixer a Tirhut, Índia, l'1 de juliol de 1879, un dels sis fills (cinc nens i una nena) d'Alexander Mackintosh, descendent d'un cap del Clan Chattan, grup originat pel Clan Mackintosh. El seu cognom provenia, precisament, d'aquesta nissaga originària d'Inverness, Escòcia. El seu privilegiat origen i la seva refinada dicció va portar al seu amic el capità antàrtic John King Davis a descriure'l com a sahib. Quan Mackintosh era encara un nen, la seva mare Annie Mackintosh, de cop i volta va tornar a la Gran Bretanya, portant-se els fills amb ella, desapareixent el pare de la història familiar. Un cop instal·lats a Bedfordshire, va estudiar a l'Escola moderna de Bedford. La seva trajectòria coincideix amb la que Shackleton havia fet cinc anys abans: abandonà l'escola als setze anys per fer-se'n a la mar. Després de servir l'aprenentatge amb un dur oficial mercant es va enrolar a la Peninsular and Oriental Steam Navigation Company, on va romandre fins que va ser reclutat per Shackleton el 1907, com segon oficial del Nimrod, per anar a l'Antàrtida. Va passar com Sublloctinent a la Royal Naval Reserve el 1908.

## Expedició Nimrod

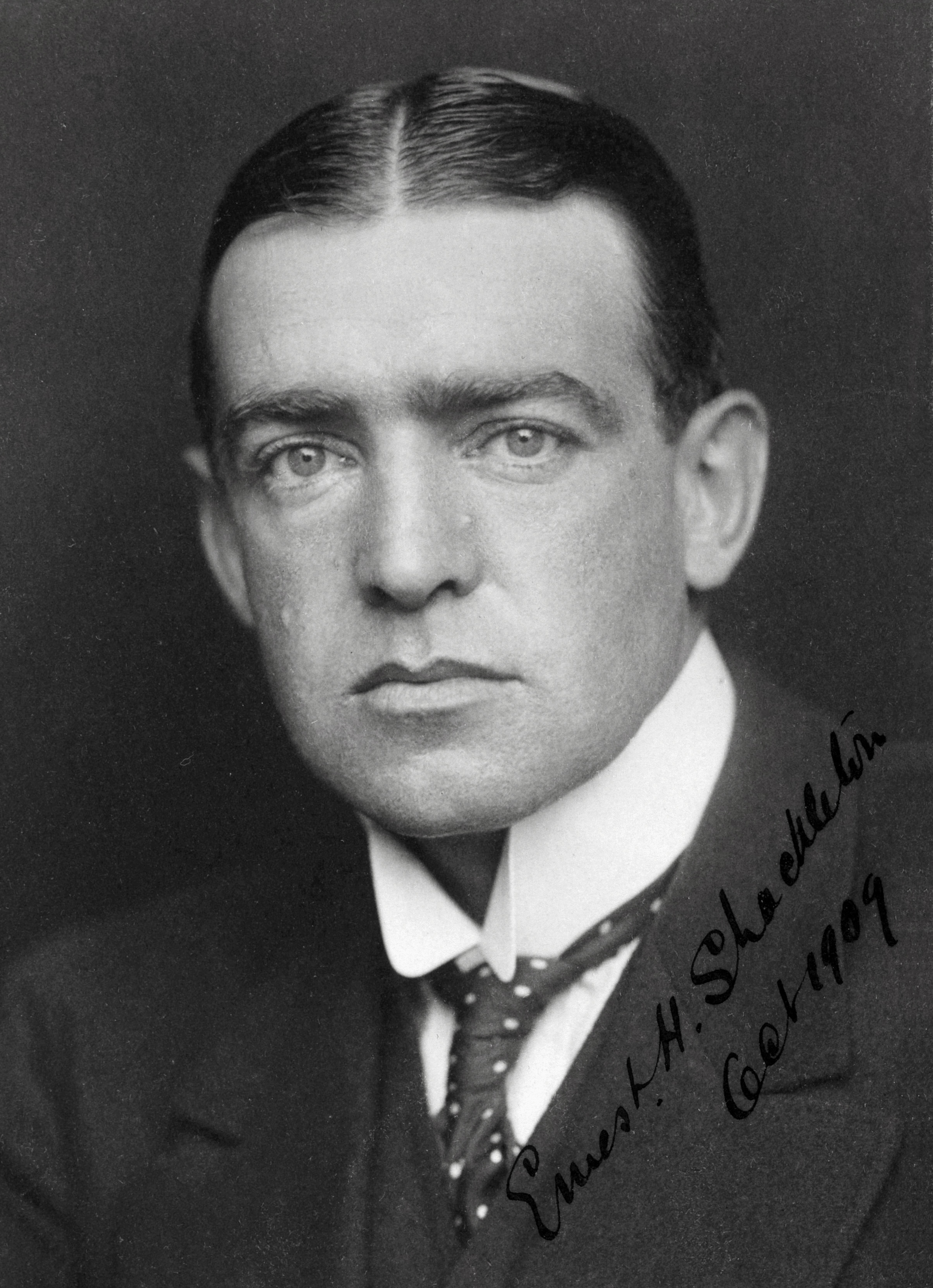
Ernest Shackleton, líder de l'Expedició Nimrod

L'Expedició Nimrod, 1907–1909, va ser la primera de les tres expedicions antàrtiques liderades per Ernest Shackleton. El seu ambiciós objectiu, manifestat per Shackleton, era "anar al Quadrant Ross de l'Antàrtida amb l'objectiu d'arribar al pol Sud Geogràfic i al pol Sud Magnètic". És possible que Shackleton s'adrecés a la naviera P & O per a cercar oficials adequats, i que des d'allí li recomanessin Mackintosh. Mackintosh evidentment va aprofitar l'oportunitat d'unir-se a l'expedició, i de seguida va guanyar-se la confiança de Shackleton alhora que impressionava als seus amics oficials amb la seva voluntat i determinació. Mentre l'expedició era a Nova Zelanda, Shackleton va incorporar Mackintosh a l'equip de costa.

### Accident
El 31 de gener de 1908, poc després que el Nimrod arribés a l'antàrtic, quan Mackintosh estava ajudant a carregar els trineus dalt de vaixell, es va donar un cop al seu ull dret amb un ganxo de la coberta. Immediatament el varen portar a la cabina del capità on, l'endemà, el doctor de l'expedició, Eric Marshall, el va operar per treure l'ull, fent servir equip quirúrgic en part improvisat. Marshall va quedar profundament impressionat per la fortitud de Mackintosh, i va comentar "cap home no ho podia haver fet millor". L'accident li va suposar a Mackintosh perdre el seu lloc a l'equip de costa i va suposar el seu retorn a Nova Zelanda per al tractament posterior. No va poder prendre part en cap esdeveniment important de l'expedició, però va retornar al sud amb el Nimrod el gener de 1909, per participar en les etapes de tancament. Shackleton, que havia comptat amb el capità del vaixell, Rupert England, havia volgut que Mackintosh capitanegés el Nimrod en aquest segon viatge al sud, però la lesió a l'ull no havia curat prou com per a fer-ho possible.

### Perduts al gel
L'1 de gener de 1909 el Nimrod, de camí cap al sud per deixar l'expedició, es va aturar pel gel a 40 km de la base de l'expedició a cap Royds. Mackintosh va decidir que encapçalaria un equip en una marxa a través del gel per portar el correu a terra. L'historiador Beau Riffenburgh descriu el viatge posterior com "una de les parts considerada més malaltissa de tota l'expedició".
El grup format Mackintosh i tres mariners amb un trineu que contenia subministraments i una gran saca de correus varen deixar el vaixell el matí del 3 de gener. Dos dels mariners varen retornar al cap de poc cap al vaixell, mentre que Mackintosh i l'altre company varen continuar. Al vespre varen acampar al gel i l'endemà es varen descobrir que l'àrea sencera al seu voltant s'havia dividit. Després d'una carrera desesperada sobre el banquisa varen aconseguir arribar a una llengua d'una petita glacera, on varen acampar i esperar uns quants dies fins a recuperar-se de la seva ceguesa de la neu. Quan varen recuperar la visió, Cap Royds estava a la vista però era inaccessible, ja que la part de mar gelat entre ells i el seu destí havia desaparegut. Després d'un temps d'espera, varen optar per arribar a la cabana per terra, una operació perillosa sense l'equip i l'experiència apropiada.
L'11 de gener varen partir i les següents 48 hores varen ser una lluita en un terreny hostil, a través de zones de profundes esquerdes i camps de neu traïdora. Aviat varen abandonar tot el seu equip i els subministraments. En un punt del camí, per poder continuar, varen haver d'ascendir a 910 metres i baixar lliscant fins al peu d'una vessant nevada. Les següents 24 hores les varen passar envoltats per la boira quan. Per casualitat es troben a Bernard Day, un membre de l'equip de costa, ja a prop de la cabana. Posteriorment, el vaixell va recobrar la saca de correus que havien abandonat. John King Davis, oficial principal del Nimrod, comentava aquell "Mackintosh sempre va ser l'home que arriscava al màxim. Aquesta vegada es va sortir amb la seva".
Mackintosh es va ajuntar amb Ernest Joyce i un petit grup per viatjar a través de la Gran Barrera de Gel cap a Minna Bluff a fi d'instal·lar un magatzem per a l'equip polar de Shackleton en el seu viatge de retorn des del sud. El 3 de març, mentre feia guàrdia a la coberta del Nimrod, Mackintosh va observar una bengala que indicava l'arribada segura de Shackleton.

## Entre expedicions

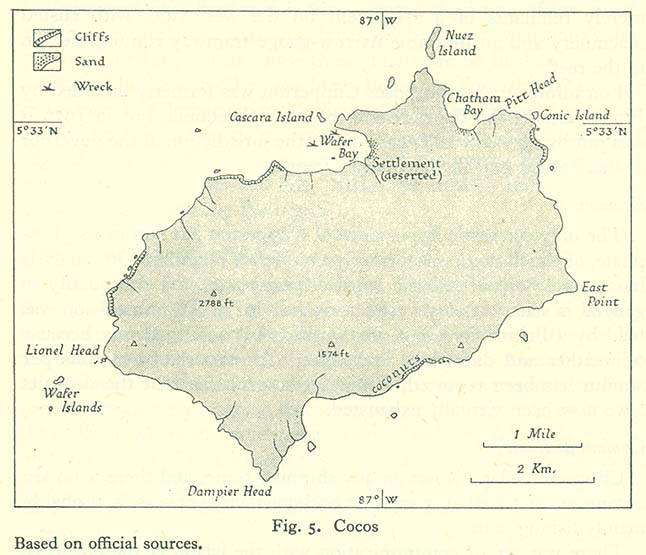
Mapa d'Illa del Coco a l'oceà Pacífic, on Mackintosh va busca un tresor el 1911

Mackintosh va retornar a Anglaterra el juny de 1909 i quan es va presentar a la seva naviliera, li varen informar que quedava rellevat a causa del deteriorament de la seva vista. Sense perspectives immediates de feina, a començaments del 1910, acceptava acompanyar Douglas Mawson (que havia participat com a geòleg a l'expedició Nimrod i que havia encapçalat posteriorment l'Expedició Australiana Antàrtica) a un viatge a Hongria, per examinar una potencial mina d'or en la qual Shackleton confiava com a base d'una aventura empresarial lucrativa. Malgrat un informe prometedor de Mawson l'operació va quedar en un no res. Mackintosh més tard llançava la seva pròpia expedició a la recerca d'un tresor a l'Illa del Coco de la costa Pacífica de Panamà, però una altra vegada més va retornar a casa amb les mans buides.
El febrer de 1912 Mackintosh es va casar amb Gladys Campbell i agafà una feina d'oficina com a secretari adjunt del Gremi de Servei de Comerç Imperial a Liverpool. El treball segur i rutinari no el satisfeia: "Encara sobrevisc en aquesta feina, enganxat a una oficina bruta" va escriure a un antic company del Nimrod. "Sempre sento no haver completat la meva primera operació, i voldria comptar amb una última oportunitat, tant si és per bo o per mal!".

## Tripulació del Mar de Ross

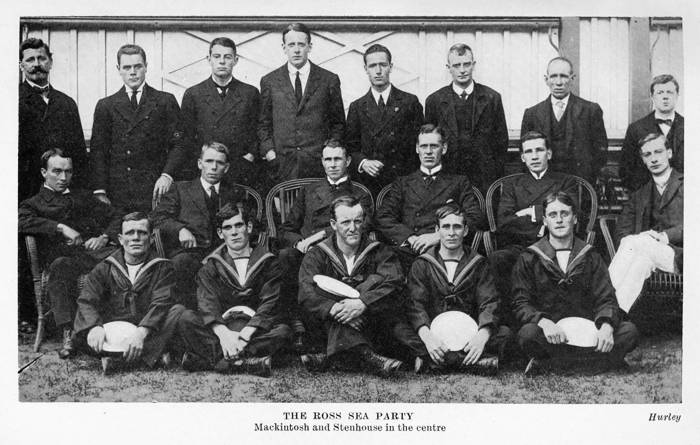
Membres de la tripulació del mar de Ross, fotografiats a Austràlia. Mackintosh s'asseu a la fila del mig, tercer des de l'esquerra. Ernest Joyce està dempeus, extrema esquerra, última fila. Arnold Spencer-smith és la persona alta, al centre de la fila última

### Primeres dificultats
L'Expedició Endurance de Shackleton estava dissenyada per actuar amb dos grups independents. Un equip de sis persones dirigit per Shackleton basat al mar de Weddell caminaria a través del continent, cap al Pol Sud. L'altre equip, el del mar de Ross, basat a l'extrem oposat del continent, amb base a l'Estret McMurdo, instal·laria magatzems de subministrament a través de la Gran Barrera de Gel i ajudaria a l'equip transcontinental en les etapes finals del seu viatge. Mackintosh havia de ser originàriament un membre de l'equip de travessia, però van sorgir dificultats en el nomenament del comandant de l'equip del Mar Ross. Eric Marshall, el cirurgià de l'expedició Nimrod, va rebutjar l'assignació, com ja havia fet John King Davis; els esforços de Shackleton per obtenir de l'Almirallat una tripulació naval per a aquesta part de l'empresa varen ser rebutjats. En aquestes circumstàncies, el càrrec de líder de l'equip del Mar de Ross li varen oferir a Mackintosh. El seu vaixell seria l'Aurora, que havia estat utilitzat per darrer cop a l'Expedició Australiana Antàrtica de Mawson i que es trobava inactiu a Austràlia.
Mackintosh va arribar a Austràlia l'octubre de 1914 per prendre possessió del seu càrrec, i immediatament se li plantejaren problemes importants. Sense avís, Shackleton havia retallat els fons assignats a l'equip del Mar de Ross des de £2,000 a £1,000; Mackintosh va rebre instruccions d'"aconseguir tot allò que fos gratuït o regalat", i d'hipotecar vaixell de l'expedició per recaptar fons addicionals. Després es va saber que la compra de l' Aurora no havia estat degudament completada, el que va retardar els intents de Mackintosh per hipotecar-lo. Pitjor encara, l'Aurora estava poc preparat per al treball antàrtic sense una àmplia reforma, que requeria la cooperació d'un exasperat govern australià. Gestionar aquestes dificultats dins d'un calendari molt restringit va provocar una gran ansietat en Mackintosh i els consegüents confusions a més dels errors de relacions públiques creats entre el públic australià "una sensació desagradable pel que fa a l'expedició", segons el cap de l'equip científic Alexander Stevens. Alguns membres de l'equip varen renunciar i altres es varen desestimar. Reclutar el personal complementari per completar la tripulació i l'equip científic va implicar algunes cites d'última hora que varen comportar disposar d'un equip curt d'experiència en l'Antàrtic.
Shackleton li havia donat a Mackintosh la impressió que intentaria la travessia durant l'arribada de l'estació Antàrtica de 1914-1915, si era possible. Abans de marxar cap al mar de Weddell Shackleton hagués canviat d'opinió sobre la viabilitat de les dates. Segons el corresponsal del Daily Chronicle Ernest Perris, les instruccions de Mackintosh haurien d'haver estat corregides per cable, però això mai no va succeir. El resultat d'aquest malentès foren els caòtics viatges de disposició de magatzems entre gener i març de 1915.

### Col·locació de magatzem, primera temporada
L'Aurora finalment va salpar de Hobart, Tasmània, el 24 de desembre de 1914, i el 16 de gener de 1915 ja havia arribat a l'estret de McMurdo on Mackintosh va establir la seva base a l'antiga seu del capità Scott a Cap Evans. Creient que Shackleton ja podria haver començat la seva marxa des del mar de Weddell, Mackintosh havia determinat que els magatzems s'haurien de posar a 79° i 80°S, i que el treball hauria de començar immediatament. Ernest Joyce, el membre més habituat amb l'Antàrtic i què havia estat amb l'Expedició Discovery de Scott el 1901-1904 i amb l'Expedició Nimrod entre 1907-1909, opinava que l'equip necessitava temps d'aclimatació i formació, però va ser ignorat. Joyce havia confiat que Mackintosh delegaria en ell tot allò en matèria de trineus: "Si tingués Shacks aquí li faria veure la meva manera de procedir", va escriure al seu diari. El viatge de disposició de magatzem va començar amb un seguit de contratemps. Una rufaga retardava el seu començament, un trineu de motors s'espatllava després d'unes quantes milles, i Mackintosh i el seu grup varen perdre el seu camí al mar de gel entre Cap Evans i Hut Point. Les Condicions a la barrera de gel eren dures per als homes sense entrenament i inexperts. Bona part de les provisions enviades a la barrera es varen haver de llençar per reduir pes i mai no arribarien als magatzems. Mackintosh va insistir a fer servir els gossos en tot el trajecte fins als 80°S —amb l'airada protesta de Joyce — i acabarien morint tots al viatge de retorn. Els homes, glaçats i esgotats, arribaven a Hut Point el 24 de març, incomunicats del vaixell i de la seva base al Cap Evans per un perillós mar de gel. Després d'aquesta experiència la confiança en el lideratge de Mackintosh va baixar i les discussions varen ser abundants.

### Pèrdua de l'Aurora
Quan Mackintosh i el seu equip finalment varen retornar a Cap Evans a mitjan juny, varen descobrir que el seu vaixell Aurora, amb divuit tripulants i la majoria dels subministraments i equipaments del grup de costa a bord, s'havia alliberat del seu amarratge d'hivern durant un vendaval. Les condicions del gel a l'estret de McMurdo feien improbable que el vaixell pogués retornar; els deu membres de l'equip de costa varen restar abandonats amb els recursos pràcticament exhaurits. Malgrat aquestes circumstàncies adverses, Mackintosh va decidir que els viatges de disposició de magatzem de la pròxima estació s'haurien de fer íntegrament. El debilitat grup va procurar compensar el seu dèficit de subministraments i equip rescatant el que havia quedat d'expedicions anteriors, especialment de l'estada recent del capità Scott al Cap Evans. L'equip sencer va donar el seu suport a aquest sobreesforç, tot i que aconseguir-ho requeria, escriu Mackintosh, "una gesta sense precedents als viatges polars". Posteriorment Joyce, juntament amb Ernest Wild, varen improvisar roba, calçat i equip amb els materials abandonats per Scott. Tanmateix, aquests llarg mesos d'hivern varen ser temps difícils per Mackintosh. Faltant-li la presència d'un oficial amic, li costava formar relacions properes amb els seus companys. La seva posició es tornava cada vegada més aïllada, i subjecte als freqüents comentaris crítics de Joyce en particular.

### Marxa cap a Mount Hope
L'1 de setembre de 1915, nou homes en equips de tres començaven la tasca de transportar aproximadament 2.300 kg de provisions des de la base des de Cap Evans a la Barrera. Aquesta era la primera etapa del procés per a establir magatzems a intervals d'un grau de latitud per sota de Mount Hope, al peu de la glacera Beardmore. Una gran base avançada es va establir al magatzem de Bluff, just al nord de 79°, des de la qual es van realitzar els viatges finals al Mount Hope a començaments del 1916. Durant aquestes primeres etapes Mackintosh va topar repetidament amb Joyce sobre els seus mètodes. En un enfrontament el 28 de novembre, va haver d'afrontar l'evidència incontrovertible de la major eficàcia dels mètodes de Joyce sobre els seus; Mackintosh va haver de tirar enrere i acceptar un pla redactat per Joyce i Richards. Joyce va comentar en privat: "Mai en la meva experiència m'havia trobat amb un idiota comandant homes".

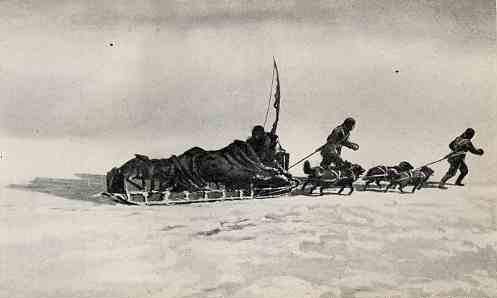
Sent transportats Spencer-Smith i Mackintosh al trineu

La marxa principal cap al sud des de l'estació Bluff va començar l'1 de gener de 1916. Als pocs dies un dels equips de tres membres va haver de retornar a la base, quan li va fallar la seva estufa Primus. Els altres sis continuaven; al magatzem dels 80° preparat l'estació anterior va ser reforçat, i es van construir nous magatzems als 81° i 82°. Mentre l'equip continuava cap a les proximitats del Mount Hope, tant Mackintosh com Arnold Spencer-Smith anaven coixos. Poc després de superar la fita del 83°, Spencer-Smith no va poder continuar i es va quedar en una tenda mentre la resta lluitaven per realitzar les poques milles restants. Mackintosh va rebutjar el suggeriment que hauria de romandre amb el ferit, insistint que era la seva obligació assegurar que tots els magatzems estaven instal·lats. El 26 de gener es va arribar al Mount Hope on es va instal·lar el magatzem final.
En el camí de tornada a casa, Spencer-Smith va haver de ser portat en el trineu. L'estat de Mackintosh es deteriorava ràpidament; incapaç d'estirar, es mantenia al costat, paralitzat pels efectes creixents de l'escorbut. A mesura que el seu estat anava empitjorar, Mackintosh es va veure obligat a unir-se a Spencer-Smith com a passatger del trineu. Fins i tot els membres més en forma del grup van estar afectats per la congelació, la ceguesa de la neu i l'escorbut, i el viatge es va convertir en una lluita desesperada per la supervivència. El 8 de març, Mackintosh es va oferir per a romandre a la tenda mentre els altres tractaven de portar Spencer-Smith dins la relativa seguretat de Hut Point. Spencer-Smith va morir l'endemà. Richards, Wild i Joyce es varen mantenir a Hut Point ara amb Hayward malalt, abans de tornar a rescatar Mackintosh. El 18 de març els cinc supervivents es van reagrupar a Hut Point, després d'haver completat "una de les gestes més notables i quasi impossibles de resistència de la història dels viatges polars", en paraules dels biògrafs de Shackleton, Marjory i James Fisher.

### Desaparició i mort

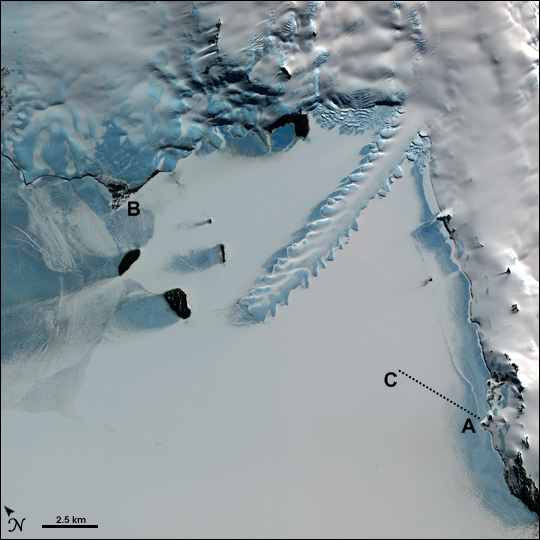
Badia McMurdo amb la superfície congelada. Mackintosh i Hayward començaren el 8 de maig de 1916 des de Hut Point (A), pretenent caminar cap al Cap Evans (B). Varen desaparèixer a l'àrea indicada com (C)

Amb l'ajuda de carn de foca fresca que va detenir els estralls del escorbut, els supervivents es van recuperar lentament a Hut Point. La situació inestable del gel marí a l'estret de McMurdo els va impedir completar el viatge a la base del cap Evans. Les condicions a Hut Point eren ombrívoles i depriments, amb una dieta bàsica i sense comoditats normals; Mackintosh, en particular, va trobar la misèria de la cabana intolerable, i es temien que allí atrapats podrien perdre la nau de regrés. El 8 de maig 1916, després de dur a terme el reconeixement de l'estat del gel marí, Mackintosh va anunciar que ell i Hayward estaven disposats a arriscar la caminada a cap Evans. En contra del consell urgent dels seus companys es van posar en marxa, portant uns pocs subministraments. Poc després de quedar fora de la vista de Hut Point, es va aixecar una forta tempesta que va durar dos dies. Quan es va encalmar el temps, Joyce i Richards van seguir les petjades encara visibles en el gel fins a una gran esquerda, on les pistes s'aturaven. Ni Mackintosh ni Hayward van arribar a cap Evans i mai es va trobar cap rastre d'ells, tot i les extenses recerques dutes a terme per Joyce després, Richards i Wild fins que van aconseguir arribar cap Evans el mes de juny. Després que l'Aurora, finalment, va tornar a cap Evans el gener de 1917 es varen fer més recerques, igualment infructuoses. Totes les indicacions van ser que Mackintosh i Hayward havien caigut ja sigui a través del gel, o que el gel en la qual havien estat caminant havia saltat cap al mar durant la tempesta de neu.